# Super Cauldron
Super Cauldron est un jeu vidéo de plates-formes développé et édité par Titus Interactive pour PC, Amiga, et Amstrad CPC,.

## Système de jeu
Super Cauldron est un jeu de plates-formes à défilement horizontal dans lequel le joueur incarne une petite sorcière parcourant le monde pour retrouver les sorts qui lui ont été dérobés par le sorcier local. La sorcière peut enfourcher son balai magique pour atteindre des plateformes en hauteur. Le jeu est divisé en plusieurs niveaux. Ceux-ci sont composés de sous-niveaux où se trouvent boss, clé et sorts spéciaux permettant d’accéder au prochain niveau. Les niveaux sont en exploration libre. Le jeu se termine lorsque le joueur réussit à vaincre le sorcier qui détenait tous les sorts de la petite sorcière.